# Municipio di Berna
Il Municipio di Berna è uno storico edificio nonché sede municipale della città di Berna in Svizzera.

## Storia
Il palazzo venne eretto tra il 1406 e il 1415 in tardo stile gotico, venendo messo in servizio a partire dal 1414. Tra il 1865 e il 1868 venne sottoposto a opere di rimaneggiamento in stile neogotico sotto la direzione di  Friedrich Salvisberg.

## Descrizione
L'edificio si trova sulla centrale Rathausplatz nel centro di Berna.